# Нижняя Каран-Елга
Нижняя Каран-Елга (баш. Түбәнге Ҡаранйылға) — деревня в Туймазинском районе Республики Башкортостан Российской Федерации. Входит в состав Кандринского сельсовета. 

## История
До 10 сентября 2007 года называлась Деревней разъезда Каран-Елга.
До 2008 года деревня входила в состав Старокандринского сельсовета.

## География

### Географическое положение
Расстояние до:
- районного центра (Туймазы): 44 км,
- центра сельсовета (Кандры): 27 км,
- ближайшей ж/д станции (Кандры): 7 км.

## Население
| 2002 | 2009 | 2010 |
| ---- | ---- | ---- |
| 25   | ↘24  | ↘19  |